# ليتزرسدورف
ليتزرسدورف (بالألمانية: Leitzersdorf) هي بلدة في منطقة كورنوبورغ في ولاية النمسا السفلى.